# Gewichtmachen
Als Gewichtmachen, Abschwitzen oder Abkochen wird der schnell herbeigeführte Gewichtsverlust eines Sportlers vor dem Wiegen bezeichnet, um die Gewichtsgrenze einer Gewichtsklasse einer Sportart einzuhalten.
In Sportarten mit verschiedenen Gewichtsklassen (Boxen, Ringen, Judo, Karate etc., Gewichtheben und dem Leichtgewichtsrudern) wird das Gewichtmachen praktiziert, um bei einem Start in einer leichteren Gewichtsklasse vermeintlich größere Erfolgsaussichten zu haben. Die gebräuchlichsten Methoden zur kurzfristigen Gewichtsabnahme sind der nahezu vollständige Verzicht auf Aufnahme von Flüssigkeiten,  ein künstlich herbeigeführtes extremes Schwitzen durch lang anhaltendes Saunieren oder Ausdauerbelastungen in nicht-atmungsaktiver Winterbekleidung sowie die Einnahme von Diuretika, die inzwischen als Dopingmittel klassifiziert und verboten sind. Auch in den Stunden vor dem Wiegen wird häufig durch leichte Bewegung mit wärmender Kleidung über den Schweiß weitere Flüssigkeit abgesondert.
Insbesondere die schnelle Dehydratation des Körpers ist gesundheitsgefährdend bis lebensgefährlich. Die Risiken liegen vor allem in:
- Blutdruckabfall
- Erhöhung der Ruhe- und Belastungherzfrequenz
- Abnahme des Schlagvolumens
- Ausschüttung von Katecholaminen
- reduzierter Nierendurchblutung mit Gefahr einer passageren Nierenfunktionsstörung
- reduzierter Muskeldurchblutung mit Abnahme der Leistungsfähigkeit
- reduzierter Thermoregulation mit Gefahr von Hitzeschäden

Neben gesundheitlichen Gefahren geht mit dem exzessiven Gewichtmachen auch ein messbarer Leistungsabfall im Wettkampf einher. Ein kurzfristiger Verlust bis zu 4 % der Körpermasse innerhalb von 24 Stunden kann mit einer aggressiven Rehydratation nach dem Wiegen sowie Kohlenhydraten und Natrium noch gut kompensiert werden. Bei stärkeren Gewichtsverlusten kann es dagegen zu dramatischen Leistungseinbußen kommen, die auch durch Flüssigkeits- und Nahrungsaufnahme nicht vermieden werden können. In einem vom Bundesinstitut für Sportwissenschaft finanzierten und veröffentlichten Versuch kam es sogar zu einer Gewichtsreduktion von ca. 6 %, wobei nur festgestellt wurde, dass dies internationale Praxis sei und ärztlich begleitet werden solle.
Der amerikanische Hochschulsportverband (NCAA) verlangt, dass Ringer in einer Woche aufgrund der gesundheitlichen Risiken nicht mehr als 1,5 % des Körpergewichts an Gewicht verlieren dürfen.